# Falscher Mehltau

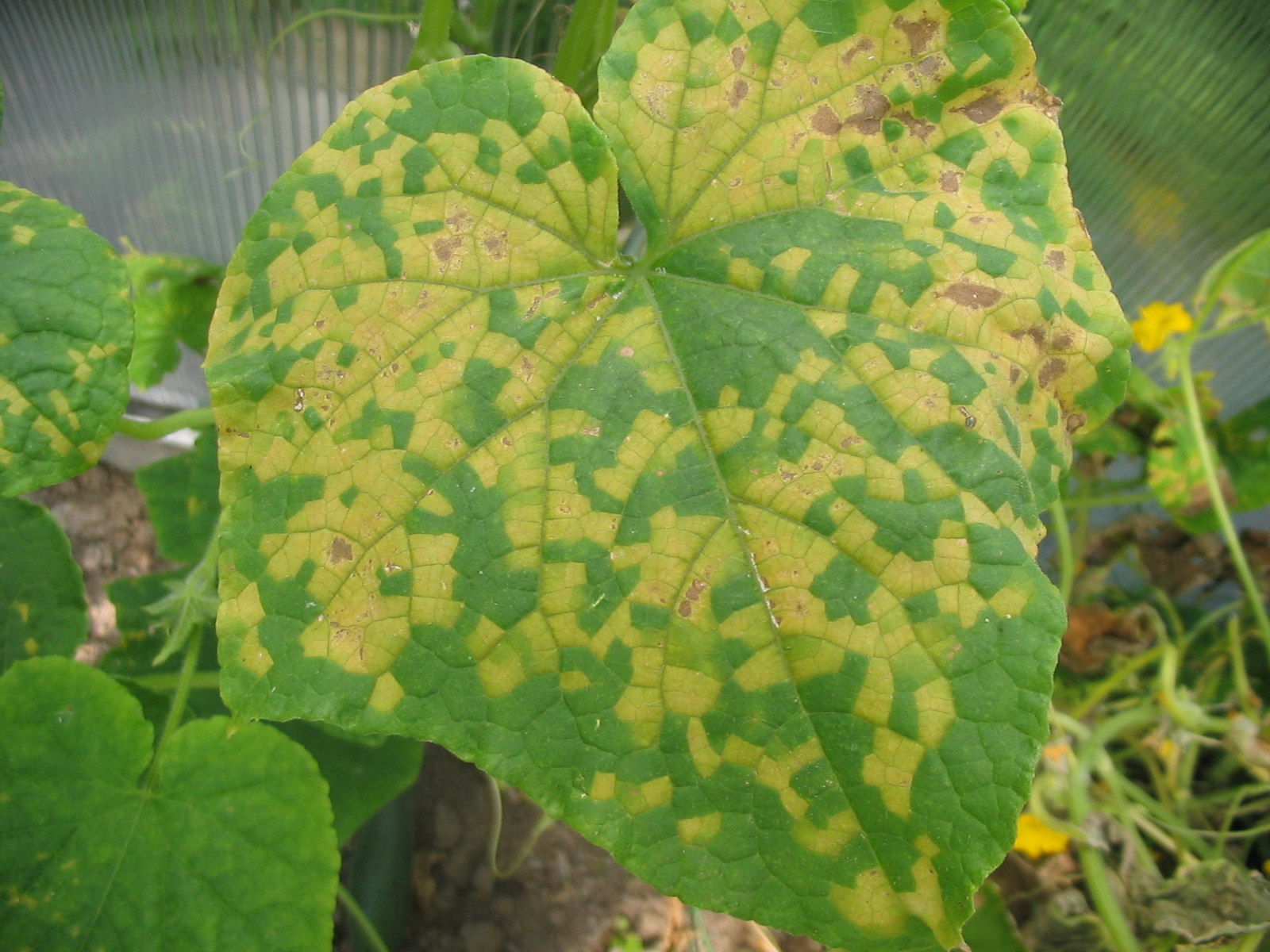
Falscher Mehltau auf einer Gurke, typisches Mosaikbild auf der Blattoberseite

Der Falsche Mehltau ist eine seit der Mitte des 19. Jahrhunderts  in der Landwirtschaft und dem Gartenbau Europas gefürchtete Pflanzenkrankheit. Er wurde erstmals 1878 unter dem Namen Plasmo Para beschrieben. Heute fasst man die verschiedenen Falschen Mehltauarten unter der Ordnung Peronosporales der Eipilze zusammen (diese gehören phylogenetisch nicht zu den Pilzen!). Im Gegensatz zum Echten Mehltau entwickelt er auf der Blattunterseite einen gräulich-bläulichen Pilzrasen.
Die Infektion erfolgt entweder als Primärinfektion im Frühjahr durch Oosporen, die im Boden überwintern können oder durch Zoosporen, die von den befallenen Primärherden gebildet werden.
Die frei beweglichen Sporen (Zoosporen) dringen über Spaltöffnungen ins Wirtsgewebe ein, wo sie zwischen den Zellen (interzellulär) das Pilzgeflecht (Hyphen) ausbilden. Über Ernährungsorgane (Haustorien), welche in die lebenden Zellen eingebracht werden, entnehmen die Pilze der Pflanze Nährstoffe und schädigen sie dadurch. Zur Fortpflanzung wachsen Hyphen aus den Spaltöffnungen aus und bildet verzweigte Fruchtkörper (Sporangienträger). Der Nährstoffverlust lässt die befallenen Blätter vergilben und abfallen. Falscher Mehltau verbreitet sich vor allem unter feuchtwarmen Bedingungen im Feld und auch in Glashauskulturen.
Große wirtschaftliche Bedeutung haben unter den Peronosporales der Falsche Mehltau der Weinrebe (Plasmopara viticola), die Kraut- und Knollenfäule der Kartoffeln (Phytophthora infestans) und der Tabakblauschimmel (Peronospora hyoscyami f. sp. tabacina). Unter feucht-warmen Standortbedingungen sind Zuckerrüben, Kopfsalat, Kohlarten und Rosen ebenfalls gefährdet. Im Gewächshaus kann der Falsche Mehltau bei Gurken und Tomaten zu einem totalen Ernteausfall führen. Von Bedeutung ist der Falsche Mehltau auch bei Sonnenblumen, Petersilie (Plasmopara crustosa) und Hopfen.
Bis zur zweiten Hälfte des 20. Jahrhunderts standen nur Kupferverbindungen zur Bekämpfung des Falschen Mehltau zur Verfügung. Wegen der Schädigung des Bodenlebens beim Einsatz dieses Metalls wurde die Verwendung eingeschränkt. In der aktuellen Nutzpflanzenproduktion werden prophylaktisch überwiegend synthetisch hergestellte systemische Fungizide und Kontaktfungizide  eingesetzt. Ein wirksames Mittel ist der Einsatz von Phosphonsäure (seit 2014 nicht mehr zulässig im ökologischen Landbau).
Eine besondere Rolle bei der Mehltaubekämpfung in der Landwirtschaft und im Weinbau spielt der Pflanzenschutz-Warndienst. Dieser wird von staatlichen Pflanzenschutzämtern und wissenschaftlichen Instituten während der Vegetationsperiode herausgegeben und gibt regional Auskunft darüber, wann auf Grund der Niederschlagsmenge und Temperaturen Bekämpfungsmaßnahmen in Freilandkulturen zu ergreifen sind. Zur Reduzierung des Fungizid-Einsatzes werden des Weiteren auch Peronospora-Warngeräte  eingesetzt, die lokal mithilfe der kontinuierlichen Aufzeichnung und Auswertung von Feuchtigkeits-, Wärme- und weiteren Umweltfaktoren die Ausbruchswahrscheinlichkeit berechnen.
Darüber hinaus erfolgen besondere Forschungsanstrengungen einerseits zwecks Einsatz von Naturstoffen zur Auslösung von Resistenzen gegen den Falschen Mehltau in Nutzpflanzen und andererseits zwecks Züchtung mehltauresistenter Pflanzensorten.